# Elezioni parlamentari a Cuba del 1986
Le elezioni parlamentari a Cuba del 1986 si tennero il 27 novembre.
Si trattò di elezioni indirette: il 19 e il 26 ottobre furono eletti i membri delle 169 assemblee municipali. Al primo turno (19 ottobre) votarono 6 704 479 cubani, con un'affluenza del 97,65%, mentre al secondo turno l'affluenza fu del 93,4%. Il 27 novembre, i membri eletti alle assemblee municipali elessero i 510 deputati dell'Assemblea nazionale del potere popolare.